# Marija Petrowna Maksakowa-Igenbergs

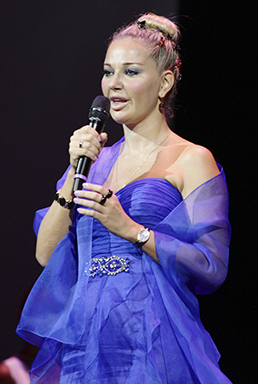
Marija Maksakowa, 2015

Marija Petrowna Maksakowa-Igenbergs (russisch Мария Петровна Максакова-Игенбергс, bekannter unter ihrem Künstlernamen Marija Maksakowa; * 24. Juli 1977 in München) ist eine deutsch-russische Opernsängerin und ehemalige Politikerin der Partei Einiges Russland.

## Leben
Ihre Eltern sind die Schauspielerin Ljudmila Maksakowa und der in Prag geborene deutsche Unternehmer Peter Igenbergs, ihre Großmutter die russische Opernsängerin Marija Petrowna Maksakowa (Sr.). Sie verbrachte ihre Kindheit in der Nähe von Moskau im Ort Snegiri. In Moskau und am St. Petersburger Mariinski-Theater war sie als Opernsängerin tätig und trat in verschiedenen Kultursendungen des russischen Fernsehens auf. Maksakowa-Igenbergs war von 2011 bis 2016 Abgeordnete in der russischen Duma. Nachdem sie dort in zwei Lesungen nicht für das Anti-Magnitsky-Gesetz gestimmt hatte, sei sie wie ein kleines Kind abgekanzelt worden. Sie habe auf die Vorhaltung, dass „die Ehre des Steuermanns“ (Putin) von dieser Abstimmung abhänge, geantwortet, sie verstehe nicht, wie es möglich sei, dem Steuermann diese Ehre zu erweisen durch die Beraubung ihrer eigenen Ehre.
Ab 2015 war Maksakowa-Igenbergs mit dem Politiker Denis Woronenkow von der KPRF verheiratet, mit dem sie ein Kind hat. 2016 emigrierte Maksakowa-Igenbergs mit ihrem Ehemann in die Ukraine. Woronenkow gab als Begründung an, er werde vom russischen Geheimdienst FSB verfolgt. Woronenkow wurde am 23. März 2017 beim Verlassen des Premier-Palace-Hotels im Zentrum Kiews von einem bisher unbekannten Angreifer erschossen.
Die Partei Einiges Russland eröffnete im Februar 2017 ein Parteiausschlussverfahren gegen Maksakowa-Igenbergs. Offizielle Begründung war, dass es Parteimitgliedern laut Satzung nicht erlaubt sei, eine weitere Staatsangehörigkeit neben der russischen zu haben. In einem Interview hatte Maksakowa-Igenbergs am 15. Februar 2017 angegeben, auch deutsche Staatsangehörige zu sein. Die Partei wirft ihr vor, dies zuvor verheimlicht zu haben. In der Ukraine bezeichnete sie die Annexion der Krim durch die Russische Föderation als illegal. Bei der Abstimmung zur Krim in der russischen Duma habe sie sich im Ausland befunden.